# 112233 Kammerer
112233 Kammerer este un asteroid din centura principală de asteroizi.

## Descriere
112233 Kammerer este un asteroid din centura principală de asteroizi. A fost descoperit pe 16 mai 2002 la Observatorul Palomar de Maik Meyer. Asteroidul prezintă o orbită caracterizată de o semiaxă mare de 2,56 ua, o excentricitate de 0,05 și o înclinație de 6,2° în raport cu ecliptica.